# Општина Чирешу (Браила)
Чирешу (рум. Cireşu) општина је у Румунији у округу Браила.
Oпштина се налази на надморској висини од 27 m.